# Celia Calderón
Celia Calderón (n. 10 februarie 1921, Guanajuato, Guanajuato, Mexic – d. 9 octombrie 1969, Ciudad de México, Mexic) a fost o artistă mexicană, cunoscută mai ales pentru lucrările sale de gravură, dar remarcată și pentru picturile sale de ulei și acuarelă. A fost membră a Sociedad Mexicana de Grabadores (Societatea Mexicană a Gravorilor), Taller de Gráfica Popular (Atelierul Popular de Grafică) și Salón de la Plástica Mexicana (Salonul Mexican de Arte Plastice).

## Biografie
Celia Calderón s-a născut în 1921 în statul mexican Guanajuato, în familia lui Felix Calderón și Enedina Olvera. În 1942, a fost admisă la Escuela Nacional de Artes Plásticas (Școala Națională de Arte Plastice, în prezent Facultatea de Arte și Design). Calderón a mai studiat și la Escuela de las Artes del Libre (Școala de Arte Libere), învățând arta grafică în clasa lui Francisco Díaz de León. În 1950, a primit o bursă de la British Council pentru a studia la Școala de Arte Frumoase „Slate” din Londra.
În 1957, fiind susținută de guvernul sovietic, Calderón a călătorit în China și a studiat la Centrul Artiștilor din Beijing, ulterior organizând acolo o expoziție a lucrărilor sale. A colaborat cu mai mulți artiști chinezi.
Ultima reședință a ei a fost pe strada General Molinos del Campo nr. 53 din cartierul Tacubaya al capitalei Ciudad de México. Artista a murit tragic la 9 octombrie 1969.

## Carieră artistică

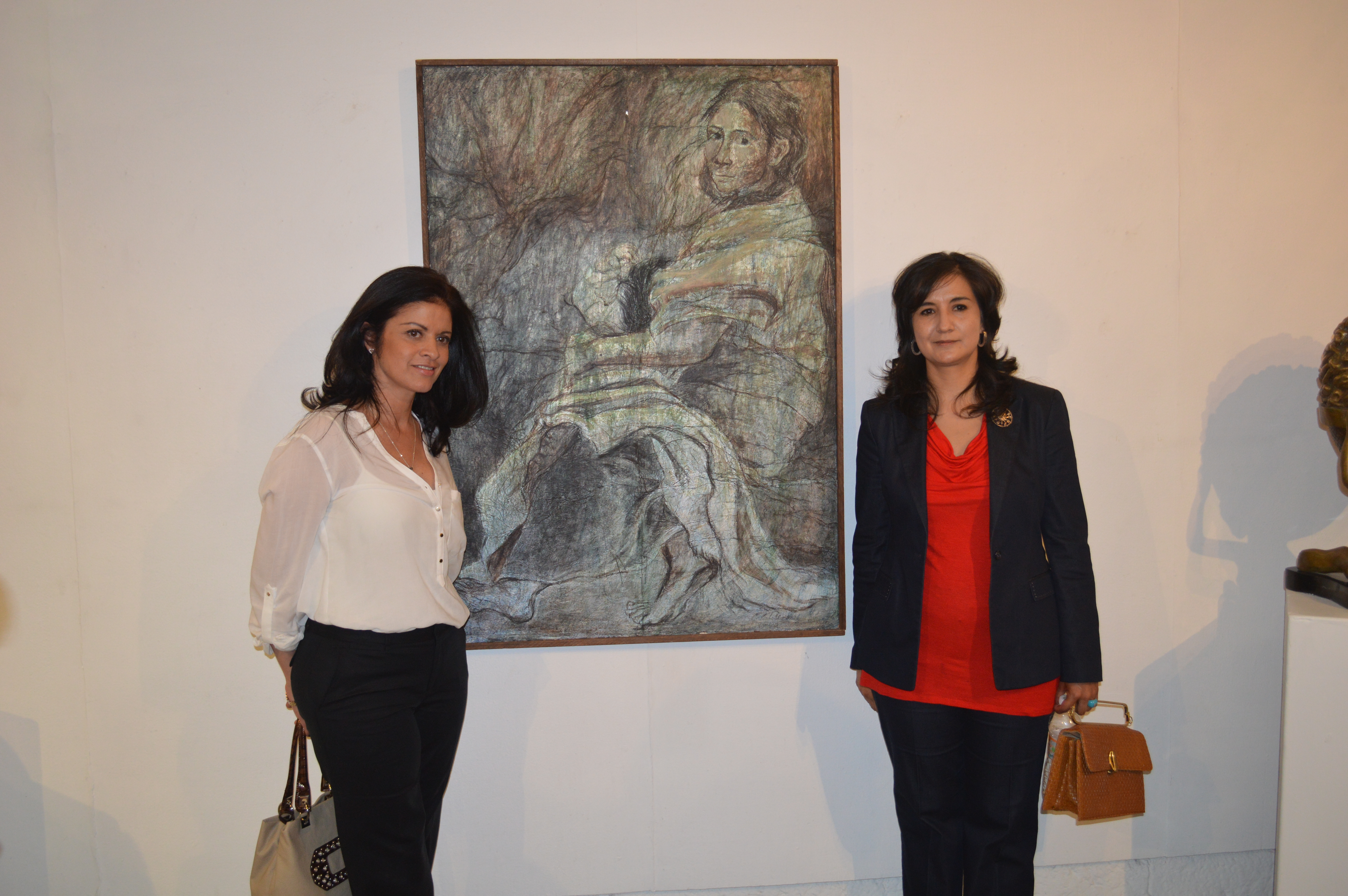
„Mujer Chamula” la o expoziție, Salón de la Plástica Mexicana

Datorită abilităților sale în acuarelă, Calderón a început în 1946 să predea ore la Academia din San Carlos. A avut mai mulți discipoli de-a lungul carierei sale, printre care diverse generații de artiști ai Sociedad para el Impulso de las Artes și ai Școlii Naționale de Arte Plastice.
Prima sa expoziție individuală a avut-o în 1951. În timpul vieții sale, și-a expus lucrările în Mexic, Statele Unite, Canada, America de Sud și diferite țări europene. În 1947, a fost invitată în Societatea Mexicană a Gravorilor, iar în 1952 la Atelierul Popular de Grafică. A fost, de asemenea, membru fondator al Salonului Mexican de Arte Plastice (1949), cu al cărui premiu „Salón de Otoño” a fost distinsă în 1955.
Profilul său artistic este dominat de gravuri, dar este și autoarea mai multor importante picturi în ulei și acuarelă. A mai practicat xilogravura, gravura în metal, linogravura și tiparul adânc. Lucrările ei în acuarelă au fost apreciate pozitiv de criticul de artă Justino Fernández, considerat părintele istoriei artei mexicane. Subiectele abordate constau în cea mai mare parte din personaje populare, gravurile sale fiind concentrate pe eroii mexicani.